# يامي (فوكوكا)
مدينة يامي (بالإنجليزية: Yame)‏ هي أحد المدن التابعة لمحافظة فوكوكا. تأسست رسميًا في 01/04/1954. ويقدر عدد سكانها بـ 42241 نسمة حسب تقدير مكتب الإحصاء الياباني لعام 2012. تبلغ مساحة يامي 98.66 كم2. بكثافة سكانية تبلغ 428 نسمة/كم2.

## أعلام
- تاكافومي هوري
- يوسوكي تاناكا